# Chacsinkín
Chacsinkín é um município do estado do Iucatã, no México. Conta com uma extensão territorial de 158,40 km². A população do município calculada no censo 2005 era de 2.577 habitantes.